# Sistema nervioso parasimpático
El sistema nervioso parasimpático

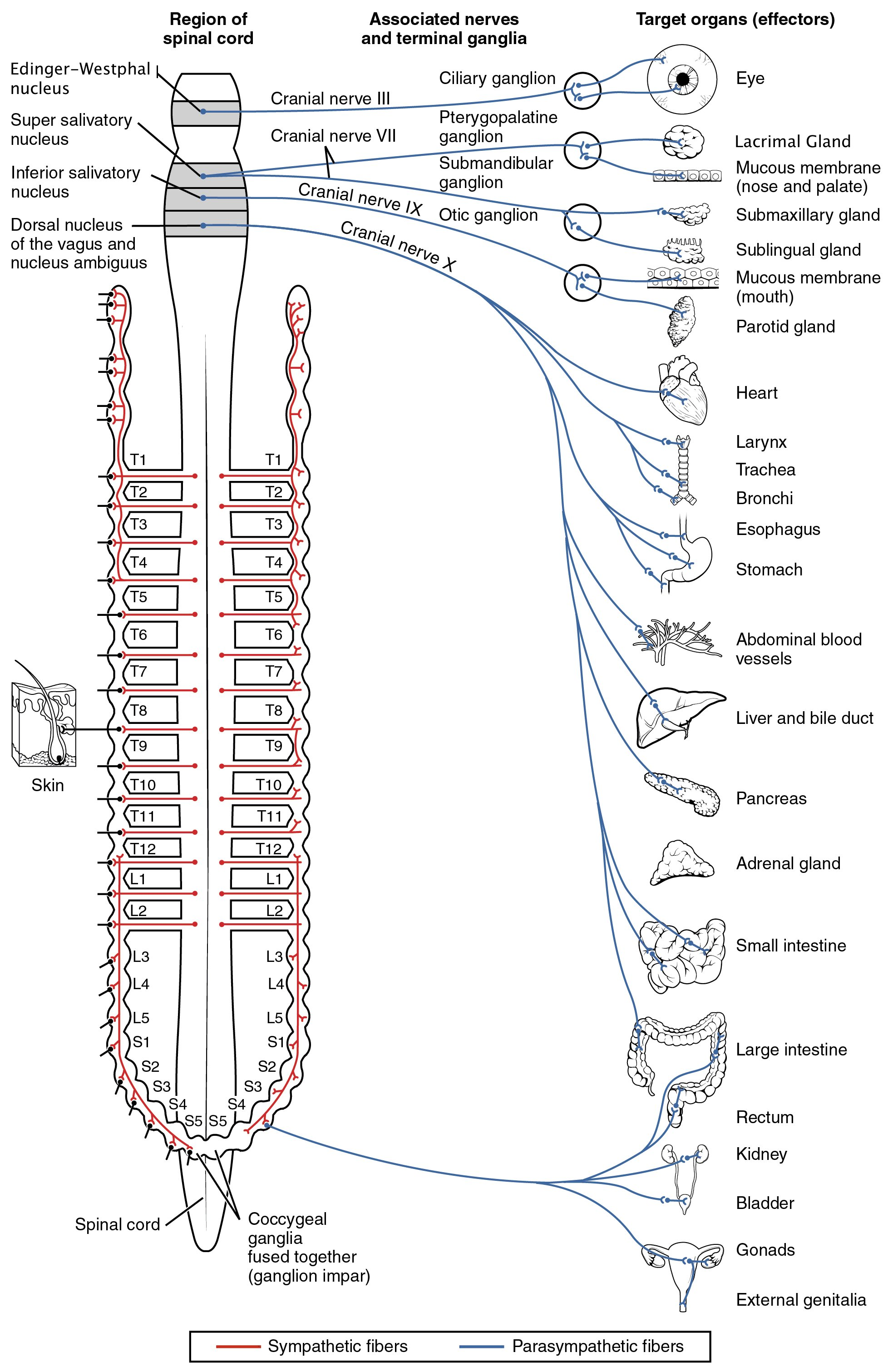
Conexiones del sistema nervioso parasimpático.

es parte del sistema nervioso autónomo y controla funciones involuntarias. Está formado por varios nervios que nacen del tronco encefálico y otros que surgen de la médula espinal sacra. El parasimpático participa en la regulación u homeostasis de los aparatos cardiovascular, digestivo y genitourinario.
Junto con el sistema nervioso simpático y el sistema nervioso entérico, integran el sistema nervioso autónomo. Está formado por varios nervios del encéfalo (III, VII, IX, X) y otros de la médula espinal a nivel de las raíces sacras S2 a S4. Sus ganglios son aislados, es decir, están cercanos al órgano efector (al contrario de lo que ocurre en el sistema nervioso simpático).
 Es la parte del sistema nervioso que desacelera el corazón, dilata los vasos sanguíneos, reduce el tamaño de la pupila, aumenta los jugos digestivos y relaja los músculos del aparato digestivo. Tiene una actuación opuesta al sistema nervioso simpático: mientras que éste hace que el organismo responda a situaciones de estrés o a eventos inesperados, el sistema nervioso parasimpático sería el responsable de la vuelta a la normalidad. Otra diferencia es que, mientras la función del sistema simpático es difusa para situaciones de emergencia, el parasimpático controla la homeostasis de órganos particulares.
El principal neurotransmisor de este sistema es la acetilcolina, que actúa sobre los receptores muscarínicos y nicotínicos. Los centros nerviosos que dan origen a las fibras preganglionares del parasimpático están localizados tanto en el encéfalo como en el plexo sacro que surge de la médula espinal. Las fibras nerviosas parasimpáticas se ramifican por el territorio de algunos nervios craneales, entre ellos el nervio motor ocular común, nervio facial, nervio vago y nervio glosofaringeo, también en los nervios pélvicos que surgen del plexo sacro. La activación del parasimpático provoca, entre otras acciones, disminución de la frecuencia cardiaca y de la fuerza contráctil del corazón, contracción de la pupila (miosis), estimulación del peristaltismo intestinal, relajación de los esfínteres gastrointestinales, broncoconstricción, relajación del esfínter uretral y contracción del músculo detrusor de la vejiga urinaria.

## Topografía del sistema nervioso parasimpático
Topográficamente se dividen en cuatro porciones:

### Porción hipotalámica
Los centros donde se originan las fibras preganglionares son los núcleos supraópticos, paraventricular y los núcleos del túbulo hipotalámico anterior. De ellos salen fibras que en sentido descendente van a terminar en las células secretoras de la hipófisis y forman los fascículos supraóptico-hipofisarios, paraventrículo-hipofisarios y tubero-hipofisarios. La interrupción de la fibra supriorato-hipertrofiara genera diabetes insípida, pues se pierde la secreción de la hormona vasopresina encargada de regular el equilibrio de líquidos en el cuerpo....

### Porción mesencefálica
Las fibras preganglionares nacen de los núcleos de Edinger-Westphal y mediano anterior, muy próximos al núcleo del motor ocular común y marchan por dentro del nervio motor ocular común hasta el ganglio ciliar donde hacen sinapsis. Las fibras nacidas de este ganglio, fibras postganglionares, forman los nervios ciliares cortos que llegan al músculo ciliar y al iris. La función de estas fibras es la de producir miosis al contraer el esfínter del iris y la de acomodación del ojo a la visión próxima al contraer el músculo ciliar.

### Porción rombencefálica
Posee distintas fibras nerviosas que recorren distintos nervios craneales como:
- Fibras que recorren el facial (VII par craneal).
- Fibras que recorren el glosofaríngeo (IX par craneal).
- Fibras que recorren el vago o neumogástrico (X par craneal).
- Fibras que recorren el motor ocular común u oculomotor (III par craneal).

### Porción sacra
Los núcleos nerviosos están dentro de la sustancia gris de la porción sacra que se extiende desde el segundo segmento sacro hasta el final de la médula espinal.
Estudios de 2016 han puesto en duda la consideración del componente autónomo en la región sacra como parte del sistema nervioso parasimpático, argumentando en base a estudios génicos que podría, en realidad, incluirse en el sistema nervioso simpático. No obstante, la recategorización de estas neuronas sigue siendo motivo de conflicto, por lo que se aconseja seguir utilizando la nomenclatura tradicional.

## Lo que hace el parasimpático
El sistema nervioso parasimpático participa en la regulación del aparato cardiovascular, aparato digestivo y aparato genitourinario, en muchos órganos su acción es opuesta a la del sistema nervioso simpático, por ejemplo en el corazón enlentece el ritmo cardíaco, mientras que el simpático lo acelera.
Hay tejidos, como el hígado, riñón, páncreas y tiroides, que reciben intervención parasimpática, lo que sugiere que este sistema participa también en la regulación metabólica, aunque las influencias colinérgicas sobre el metabolismo no son bien conocidas.
- Aparato cardiovascular:  Los efectos del sistema parasimpático sobre el corazón están mediados por el nervio vago. La acetilcolina disminuye la frecuencia cardiaca y la fuerza de contracción del miocardio por múltiples mecanismos como:

1. Disminución de la velocidad de despolarización del nodo sinusal.
2. Retraso de la conducción de los impulsos a su paso por la musculatura auricular.
3. Alargamiento del periodo refractario.
4. Disminución de la velocidad de conducción a través del nódulo auriculoventricular.
5. Inhibición de las terminaciones nerviosas del sistema nervioso simpático sobre las fibras miocárdicas.

- Aparato gastrointestinal: La inervación parasimpática del intestino discurre por el nervio vago y los nervios sacros de la pelvis. El parasimpático produce:

1. Aumento del tono de la musculatura lisa gastrointestinal.
2. Estimulación de la actividad peristáltica.
3. Relajación de los esfínteres gastrointestinales.
4. Estimulación de la secreción exocrina del epitelio glandular.
5. Aumento de la secreción de gastrina, secretina e insulina.

- Aparato genitourinario: El parasimpático sacro inerva la vejiga urinaria y los genitales. La acetilcolina aumenta el peristaltismo ureteral, contrae el músculo detrusor y relaja el trígono y el esfínter vesical, por lo que su papel es esencial para coordinar la micción.

- Aparato respiratorio: Está inervado por fibras parasimpáticas procedentes del nervio vago. La acetilcolina aumenta las secreciones traqueobronquiales y estimula la broncoconstricción.

## Farmacología del sistema nervioso parasimpático.
- Agonistas colinérgicos: Pilocarpina
- Inhibidores de la acetilcolinesterasa: fisostigmina
- Agentes bloqueantes de los receptores colinérgicos: Atropina, butilbromuro de hioscina (antiespasmódico), ipratropio, oxitropio, tiotropio (broncodilatadores), pirenzepina (antiulceroso), biperideno, trihexifenidilo (antiparkinsonianos).

## Trastornos
Los trastornos del sistema nervioso autónomo pueden presentarse aislados o como resultado de otras enfermedades, tales como la enfermedad de Parkinson, el alcoholismo y la diabetes. 